# Емануела Ліуцці
Емануела Ліуцці (італ. Emanuela Liuzzi; нар. 24 квітня 2000) — італійська борчиня вільного стилю, бронзова призерка чемпіонату Європи.

## Життєпис
Боротьбою почала займатися з року. У 2015 році здобула срібну медаль чемпіонату Європи серед кадетів. У 2018 та 2019 роках ставала бронзовою призеркою чемпіонатів Європи серед юніорів. У 2023 році стала чемпіонкою Європи серед молоді. Того ж року здобула бронзову нагороду на чемпіонаті Європи на дорослому рівні.
Ліуцці брала участь у Європейському олімпійському кваліфікаційному турнірі з боротьби 2024 року в Баку, Азербайджан, сподіваючись отримати кваліфікацію на Літні Олімпійські ігри 2024 року в Парижі, Франція. Вона вибула у своєму першому матчі, і не кваліфікувалася на Олімпійські ігри. Ліуцці також взяла участь у Всесвітньому олімпійському кваліфікаційному турнірі з боротьби 2024 року, який проходив у Стамбулі, Туреччина, знову не пройшовши кваліфікацію на Олімпіаду. Однак вона в останню хвилину забезпечила собі місце на Іграх після того, як Кім Сон Хян з Північної Кореї несподівано відмовилася від участі в Олімпіаді. Але Ліуцці була дискваліфікована та не допущена до першої сутички жіночої вільної боротьби після того, як вона також перевищила гранично домустиму вагу 50 кг. Така ж доля спіткала в цій же ваговій категорії індійську борчиню Вінеш Фогат, яка дісталася фіналу та мала боротися за золоту олімпійську нагороду.

### Родина
Батько — Мікеле Ліуцці (нар. 1975), срібний призер чемпіонату Європи, учасник Олімпійських ігор 1996 року в Атланті. Він також є її тренером.

## Спортивні результати на міжнародних змаганнях

### Виступи на Олімпіадах
| Змагання                    | Збірна | Вагова категорія          | Місце           |
| --------------------------- | ------ | ------------------------- | --------------- |
| Літні Олімпійські ігри 2024 | Італія | жіноча боротьба, до 50 кг | дискваліфікація |

### Виступи на Чемпіонатах світу
| Змагання                        | Збірна | Вагова категорія          | Місце |
| ------------------------------- | ------ | ------------------------- | ----- |
| Чемпіонат світу з боротьби 2023 | Італія | жіноча боротьба, до 50 кг | 17    |

### Виступи на Чемпіонатах Європи
| Змагання                         | Збірна | Вагова категорія          | Місце  |
| -------------------------------- | ------ | ------------------------- | ------ |
| Чемпіонат Європи з боротьби 2019 | Італія | жіноча боротьба, до 50 кг | 14     |
| Чемпіонат Європи з боротьби 2020 | Італія | жіноча боротьба, до 50 кг | 11     |
| Чемпіонат Європи з боротьби 2022 | Італія | жіноча боротьба, до 50 кг | 7      |
| Чемпіонат Європи з боротьби 2023 | Італія | жіноча боротьба, до 50 кг | Бронза |
| Чемпіонат Європи з боротьби 2024 | Італія | жіноча боротьба, до 50 кг | 7      |

### Виступи на Європейських іграх
| Змагання              | Збірна | Вагова категорія          | Місце |
| --------------------- | ------ | ------------------------- | ----- |
| Європейські ігри 2019 | Італія | жіноча боротьба, до 50 кг | 11    |

### Виступи на Кубках світу
| Змагання                    | Збірна | Вагова категорія          | Місце |
| --------------------------- | ------ | ------------------------- | ----- |
| Кубок світу з боротьби 2020 | Італія | жіноча боротьба, до 53 кг | 13    |

### Виступи на Всесвітніх іграх військовослужбовців
| Змагання                                | Збірна | Вагова категорія          | Місце |
| --------------------------------------- | ------ | ------------------------- | ----- |
| Всесвітні ігри військовослужбовців 2019 | Італія | жіноча боротьба, до 50 кг | 8     |

### Виступи на Середземноморських іграх
| Змагання                    | Збірна | Вагова категорія          | Місце |
| --------------------------- | ------ | ------------------------- | ----- |
| Середземноморські ігри 2018 | Італія | жіноча боротьба, до 50 кг | 5     |
| Середземноморські ігри 2022 | Італія | жіноча боротьба, до 50 кг | 4     |

### Виступи на інших змаганнях
| Змагання                                                      | Збірна | Вагова категорія          | Місце  |
| ------------------------------------------------------------- | ------ | ------------------------- | ------ |
| Київський Міжнародний турнір з боротьби 2018                  | Італія | жіноча боротьба, до 50 кг | 15     |
| Henri Deglane Challenge 2018                                  | Італія | команда                   | Золото |
| Klippan Lady Open 2019                                        | Італія | жіноча боротьба, до 50 кг | 8      |
| Гран-прі Німеччини з боротьби 2019                            | Італія | жіноча боротьба, до 50 кг | Бронза |
| Турнір Дана Колова — Николи Петрова 2019                      | Італія | жіноча боротьба, до 50 кг | 14     |
| Меморіал Маттео Пелліконе 2020                                | Італія | жіноча боротьба, до 53 кг | 13     |
| Відкритий чемпіонат Загреба з боротьби 2023                   | Італія | жіноча боротьба, до 50 кг | 13     |
| Турнір міста Сассарі з боротьби 2023                          | Італія | жіноча боротьба, до 50 кг | Срібло |
| Відкритий чемпіонат Польщі з боротьби 2023                    | Італія | жіноча боротьба, до 50 кг | Бронза |
| Олімпійський кваліфікаційний турнір з боротьби 2024 (Баку)    | Італія | жіноча боротьба, до 50 кг | 9      |
| Олімпійський кваліфікаційний турнір з боротьби 2024 (Стамбул) | Італія | жіноча боротьба, до 50 кг | 4      |

### Виступи на змаганнях молодших вікових груп
| Змагання                                       | Збірна | Вагова категорія          | Місце  |
| ---------------------------------------------- | ------ | ------------------------- | ------ |
| Чемпіонат Європи з боротьби серед кадетів 2015 | Італія | жіноча боротьба, до 46 кг | Срібло |
| Чемпіонат світу з боротьби серед кадетів 2015  | Італія | жіноча боротьба, до 46 кг | 12     |
| Чемпіонат Європи з боротьби серед кадетів 2016 | Італія | жіноча боротьба, до 46 кг | 10     |
| Чемпіонат світу з боротьби серед кадетів 2016  | Італія | жіноча боротьба, до 49 кг | 5      |
| Чемпіонат Європи з боротьби серед кадетів 2017 | Італія | жіноча боротьба, до 49 кг | 5      |
| Чемпіонат світу з боротьби серед кадетів 2017  | Італія | жіноча боротьба, до 49 кг | 11     |
| Чемпіонат Європи з боротьби серед юніорів 2017 | Італія | жіноча боротьба, до 48 кг | 7      |
| Чемпіонат світу з боротьби серед юніорів 2017  | Італія | жіноча боротьба, до 48 кг | 18     |
| Чемпіонат Європи з боротьби серед юніорів 2018 | Італія | жіноча боротьба, до 50 кг | Бронза |
| Чемпіонат світу з боротьби серед юніорів 2018  | Італія | жіноча боротьба, до 50 кг | 5      |
| Чемпіонат Європи з боротьби серед юніорів 2019 | Італія | жіноча боротьба, до 50 кг | Бронза |
| Чемпіонат світу з боротьби серед юніорів 2019  | Італія | жіноча боротьба, до 50 кг | 12     |
| Чемпіонат Європи з боротьби серед молоді 2022  | Італія | жіноча боротьба, до 50 кг | 10     |
| Чемпіонат світу з боротьби серед молоді 2022   | Італія | жіноча боротьба, до 50 кг | 5      |
| Чемпіонат Європи з боротьби серед молоді 2023  | Італія | жіноча боротьба, до 50 кг | Золото |
| Чемпіонат світу з боротьби серед молоді 2023   | Італія | жіноча боротьба, до 50 кг | 11     |